# Mitsubishi K3M
Die Mitsubishi K3M (jap. 九〇式機上作業練習機, Kyūrei-shiki kijō sagyō renshūki, wörtlich „Trainingsgerät vom Typ Jiufen“) ist ein militärisches Schulflugzeug des japanischen Herstellers Mitsubishi Kōkūki.

## Geschichte
Während des Ersten Weltkriegs lernte das Japanische Kaiserreich, die Vorteile von Luftstreitkräften zu schätzen. Daher bauten die Kaiserlich Japanischen Streitkräfte in der Zwischenkriegszeit eine eigene Luftwaffe auf Basis ausländischer Konstruktionen und Entwicklungen auf, was aber die bereits bestehende Abhängigkeit von anderen Ländern bis zur Mitte der 1930er Jahre massiv verstärkte. Nachdem die japanischen Luftstreitkräfte an Größe und Selbstbewusstsein gewonnen hatten, ermutigten sie japanische Unternehmen, selbst Flugzeuge zu entwickeln und zu bauen. So beauftragte die Kaiserlich Japanische Marine Mitsubishi mit dem Bau eines Schulflugzeuges. Mitsubishi stellte daraufhin den britischen Ingenieur Herbert Smith ein, um das Flugzeug zu konstruieren. Smith begann mit seiner Arbeit im Jahr 1928, gab das Projekt jedoch bald wieder auf. Im Jahr 1929 übernahm Joji Hattori die Entwicklungsarbeiten und im Mai 1930 absolvierte Hattoris Konstruktion ihren Jungfernflug. Nach der Umsetzung einiger Änderungswünsche bestellte die Marine das Flugzeug in größeren Mengen. Insgesamt wurden etwa 624 Exemplare gebaut. Obwohl die K3M ursprünglich als Schulflugzeug konzipiert worden war, wurde sie während des Pazifikkriegs auch als leichtes Verbindungsflugzeug eingesetzt.

## Konstruktion
Die K3M war ein einmotoriger, abgestrebter Hochdecker mit einem Rumpf aus einem stoffbespannten Metallgerüst. Die Maschine verfügte über zwei offene Cockpits für den Piloten und den Bordschützen sowie einer geschlossenen Kabine für den Fluglehrer und zwei Schüler. Die vier Prototypen wurden von einem Hispano-Suiza-V8-Motor mit einer Nennleistung von 340 PS (250 kW) angetrieben, der von Mitsubishi selbst gebaut wurde. Im Gegensatz zu den ersten beiden Prototypen verfügten die Tragflächen beim dritten und vierten Prototyp über eine V-Stellung, was die Flugstabilität der Maschine verbesserte.

## Versionen
K3M1Bezeichnung der vier Prototypen
K3M2Erste in Serie gebaute Version, angetrieben von einem Hitachi-Amakaze-11-Sternmotor mit 340 PS (250 kW); 70 Exemplare wurden von Mitsubishi, 247 weitere von Aichi Tokei Denki gebaut
K3M3Letzte in Serie gebaute Version mit vergrößertem Leitwerk, angetrieben von einem Nakajima Kotobuki-2 mit 580 PS (427 kW); 301 Exemplare wurden von Watanabe Tekkōjo gebaut
K3M3-LVariante der K3M3 für den Transport von fünf Passagieren oder leichter Fracht
Ki-7Bezeichnung zweier Prototypen, die für die Kaiserlich Japanische Armee geplant, aber nie gebaut wurden

## Betreiber
Japan
- Kaiserlich Japanische Marineluftstreitkräfte

## Technische Daten

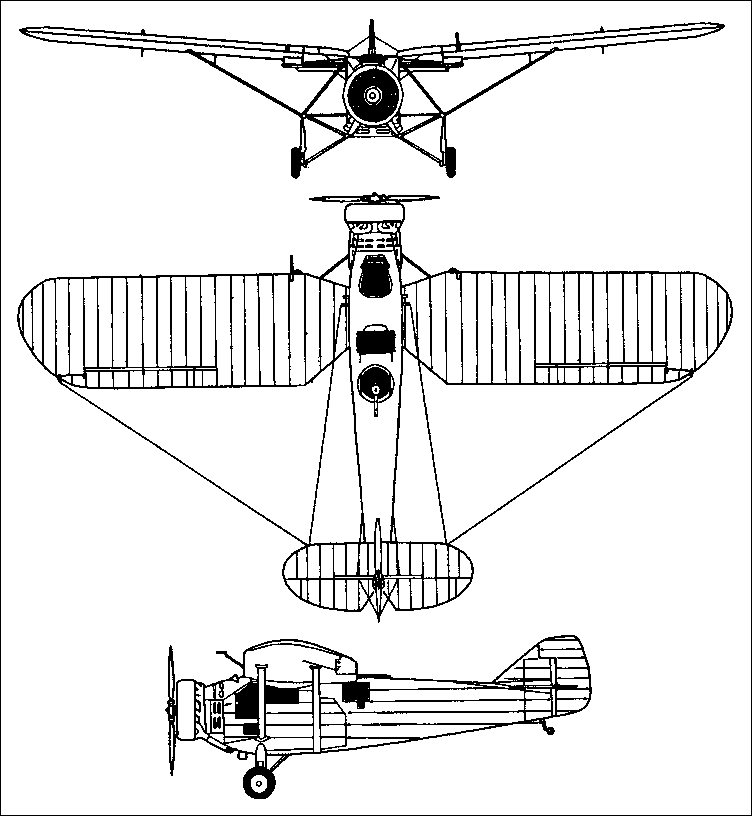
Dreiseitenansicht

| Kenngröße             | Daten                                                           |
| --------------------- | --------------------------------------------------------------- |
| Besatzung             | 4                                                               |
| Passagiere            | 6                                                               |
| Länge                 | 9,54 m                                                          |
| Spannweite            | 15,78 m                                                         |
| Höhe                  | 3,82 m                                                          |
| Flügelfläche          | 34,5 m²                                                         |
| Leermasse             | 1360 kg                                                         |
| max. Startmasse       | 2200 kg                                                         |
| Höchstgeschwindigkeit | 230 km/h (124 kn)                                               |
| Dienstgipfelhöhe      | 6.400 m (20.997 ft)                                             |
| Reichweite            | 790 km                                                          |
| Triebwerk             | 1 × Nakajima Kotobuki-2 mit 580 PS (427 kW)                     |
| Bewaffnung            | 1 × Maschinengewehr vom Typ 92, 7,7 mm am Heck 4 × 30-kg-Bomben |

## Vergleichbare Typen
- Kyūshū K11W[1]